# Toutiao

Logo de la compañía ByteDance

Toutiao o Jinri Toutiao es una plataforma de noticias y contenido informativo creada por la empresa sinoestadounidense ByteDance, con sede en Pekín. La compañía analiza los recursos de contenido de la red, la interacción de los usuarios en la red y su relación con el contenido, creando algoritmos que generan listas personalizadas para cada usuario. Toutiao es una de las mayores plataformas móviles de creación, agregación y distribución de contenido de China, con 120 millones de usuarios activos diarios en septiembre de 2017.

## Historia
En agosto de 2012, Beijing ByteDance Technology Co., Ltd. lanzó la primera versión de su principal producto Toutiao. El contenido de la plataforma Toutiao viene de diferentes fuentes. En un principio, una gran parte del contenido fue rastreada de Internet. Más tarde, Toutiao trabó asociación con más de 20.000 medios de comunicación, que constituyen el 10% de sus recursos, y 800.000 nuevos creadores de contenido de imagen y sonido.
En 2012 y 2013, Toutiao tuvo dos rondas anteriores de financiación con importantes apoyos de Grupo Susquehanna International (SIG), Asia Investment y Yuri Milner. En 2014, Sequoia Capital lideró una nueva ronda de financiación, la Serie C de 100 millones de dólares a una evaluación de 500 millones de dólares, seguida por el Sina Weibo.
En 2016, el número de usuarios activos diarios de Toutiao llegó a 78 millones. En septiembre de 2017, Toutiao tuvo 120 millones de usuarios activos diarios, y fue valorada en 20 mil millones de dólares.

## Características

### Tecnología
Toutiao usa algoritmos para seleccionar diferentes contenidos para usuarios individuales. Usa sistemas de aprendizaje de máquina para recomendaciones personalizadas que exhiben contenido que los usuarios aún no necesariamente indicaron la preferencia.
Usando Procesamiento de Lenguaje Natural y Visión Computacional, Toutiao extrae entidades y palabras clave como recursos de cada parte del contenido. Cuando un usuario abre la aplicación por primera vez, Toutiao hace una recomendación preliminar. Toutiao entonces ajusta sus plantillas con las interacciones de los usuarios con la aplicación.

### Vídeo
La Toutiao lanzó su canal de vídeo en mayo de 2015. Los creadores pueden subir sus vídeos cortos y el algoritmo de Toutiao recomendará vídeos a los usuarios.
En 2016, los vídeos en Toutiao son jugados 1 mil millones de veces por día, haciendo la mayor plataforma de vídeos cortos de Toutiao China en la época.

### Q & A
En julio de 2016, Toutiao lanzó un nuevo canal llamado Q & A, una comunidad de discusión abierta. Los usuarios registrados pueden compartir sus experiencias y opiniones en campos específicos bajo cuestiones e interaccionar con otros usuarios. La Toutiao recomendará respuestas a los usuarios en el feed de noticias y en el canal de preguntas y respuestas.
Toutiao Q & A hace la correspondencia de preguntas con usuarios interesados usando el procesamiento de lenguaje natural y el perfil del usuario y los invita automáticamente a responder la correctas preguntas.

### Moderación de noticias falsas
Toutiao identifica noticias falsas usando una combinación de revisores humanos, juntamente con análisis automatizados de postagens y comentarios.

## Características del usuario
90% de los usuarios de Toutiao tienen menos de 30 años de edad. El usuario medio gasta 76 minutos en la web todos los días, resultando en 1,3 mil millones de artículos leídos todos los días.

## Comunidad de creadores
En 2013, la Toutiao suministró una plataforma de auto-publicación para organizaciones de mídia. La plataforma evolucionó posteriormente para la cuenta Toutiaohao.
A partir de 2016, más de 350.000 individuos y organizaciones iniciaron sus cuentas Toutiaohao, incluyendo departamentos de administración, organizaciones de mídia, empresas y escritores individuales. Ellos publican 150.000 artículos y vídeos en la Toutiao todos los días.

## Bien social

### Alerta de Toutiao para personas desaparecidas
Usando técnicas de envío de notificaciones basadas en localización, Toutiao inició un proyecto de responsabilidad social corporativa llamado “Alerta Toutiao para Personas Desaparecidas”. Las personas pueden enviar informaciones detalladas de la persona desaparecida, incluyendo la última localización y hora conocidas. Después de un proceso de verificación, Toutiao enviará mensajes de notificación de personas desaparecidas para sus usuarios dentro del posible alcance de su paradero.
A partir de 2016, 700 personas desaparecidas fueron recuperadas como resultado de usuarios de la Toutiao ofertando pistas y notificando la autoridad.
En febrero de 2017, más de mil personas desaparecidas fueron encontradas usando ese recurso.

## Investigación
El brazo de investigación de la Toutiao, Toutiao AY Lab, fue fundado en marzo de 2016 y es dirigido por Me la Wei-Ying. Sus principales áreas de investigación incluyen Procesamiento de Lenguaje Natural, Aprendizado de Máquina, Visión Computacional e Interacción Humano-Ordenador.
Xiaomingbot, un escritor de robots con tecnología AY codesarrollado por la Toutiao Lab y por la Peking University, crea artículos automáticamente. Publicó 450 artículos al largo de los Juegos Olímpicos de 2016.

## Inversión y globalización
En su mercado doméstico, la Toutiao hizo una inversión para la Imaginechina.
Toutiao está entrando en Japón, en los EUA, en Brasil y en la región del Sudeste Asiático.
En octubre de 2016, Toutiao lideró la aplicación de idioma local de la India Dailyhunt 25 millones de dólares en su ronda de financiación serie D.
Toutiao obtuvo una participación controladora de la aplicación de noticias en lengua local de la Indonesia, Babe, en 2016.
Empresa-madre de la Toutiao, la Bytedance es propietaria de la TopBuzz en los EUA y en Brasil.
En enero de 2017, la Toutiao adquirió la aplicación de creación de vídeos Flipagram por un valor no revelado.
Después de la Ronda de Financiación de la Serie D de Toutiao a finales de 2016, con inversiones en el valor de US $ 1 mil millones por la Sequoia Capital, CCB International y otras instituciones, la Toutiao está evaluada en más de US $ 11 mil millones.

## Controversias

### Legalidad del contenido
En 5 de junio de 2014, el diario Guangzhou Daily denunció a Toutiao por violar sus derechos de autor. El caso fue resuelto 13 días después.
En 16 de septiembre de 2014, la Administración Nacional de Derechos de autor afirmó que Toutiao había violado los derechos de autor de los medios comunicacionales tradicionales al rastrear y vehicular contenidos de sus propios servidores; sin embargo, la administración también notó que Toutiao ya había delegado el contenido relevante y comenzado a negociar por una licencia formal.
En 29 de diciembre de 2017, la agencia Cyberspace de China acusó Toutiao y Phoenix News de "disseminar informaciones pornográficas y vulgares, tenía serios problemas de desorientar las personas y tenía una influencia maligna en el ecosistema del discurso público online", listando "reposting". noticias en violación de la reglamentación, clickbait, y seriamente perturbar la orden del flujo de informaciones en la red "como su principal ofensa. En respuesta, Toutiao suspendió su actualización de contenido para seis de sus canales por 24 horas, concluyó su canal "Sociedad", proscribió miles de cuentas, y comenzó a reclutar 2000 más censores.

### Privacidad
Toutiao tiene un recurso llamado "personas que usted puede conocer". En diciembre de 2017, los usuarios notaron que el recurso mostraba sus contactos de forma consistente, a pesar de no permitir que la Toutiao o el WeChat los leyeran. Cuando cuestionada, Toutiao afirma que "no posee, recolección o procesa datos privados de los usuarios", y "leer los contactos de los usuarios con su consentimiento es una práctica común en negocios de Internet móvil". En 11 de enero de 2018, el Ministerio de la Industria y Tecnología de la Información solicitó a la Toutiao que "respetara las leyes y normativas, y sólo recolectara informaciones personales necesarias legalmente y de manera justificada".

### Anuncios fraudulentos
En 29 de marzo de 2018, la CCTV-2 informó que la Toutiao exhibía anuncios que violaban la Ley de Propaganda para productos dudosos o falsificados, visando ciudades donde las reglamentaciones no son tan rígidas. Una empresa, a Tong Ren Tang, fue forzada a retirar sus productos genuínos de la CFDA en 29 de diciembre de 2017 debido a las reclamaciones hechas por aquellos que compraron las falsificaciones anunciadas. Tong Ren Tang declaró que ellos nunca anunciaron en Toutiao, y presentaron quejas contra tales anuncios ilegales con Toutiao antes, sin embargo en algunos casos Toutiao rechazó sus reclamaciones, en vez de eso respondiendo "Por qué usted no anuncia? Si usted anunciar sus productos genuínos, no habrá cualquier falsificación ", y cuando solicitado para las identidades de los anunciantes, Toutiao respondió" usted como una empresa no tiene derechos para saber que ".  
Durante una entrevista, los operarios de la Toutiao dicen que, desde que estén dispuestos a pagar más tasas de publicidad, a ellos no les importa si el producto es bueno o no, y si el producto no sea certificado, ellos fingirán un producto, y ellos Ayudará a configurar una página de destino con contenido legal que guiará el visitante para el anuncio ilegal y encontrará una empresa proxy para que, cuando los reguladores descubran, puedan culpar el proxy.
Toutiao respondió en 30 de marzo diciendo que los anunciantes y procuradores relevantes fueron proscritos de Toutiao indefinidamente, y los empleados fueron dimitidos. Toutiao dice que en breve implementará un aviso cuando los usuarios estén navegando para lejos del contenido controlado por Toutiao.